# 馬來西亞國際航空
馬來西亞航空又稱馬來西亞國際航空，中文簡稱馬航，是馬來西亞的国家航空公司，成立於1947年5月1日。曾获Skytrax五星級航空公司評價，最新评价为四星级航空公司。营运基地、总部办公室以及主要枢纽机场设于吉隆坡国际机场，次要樞紐设于古晉國際機場和亞庇國際機場。马航主要經營馬來西亞国内航线以及橫跨亞洲、歐洲及大洋洲的國際航線。
馬來西亞航空还有一些与航空有关的子公司，包括飛螢航空、馬航飛翼航空和負責馬來西亞航空貨運航線的馬來西亞航空貨運。其中飛螢航空主要专营大馬國內航班以及東南亞航班，而馬航飛翼航空則以營運東馬內陸航線为主。
馬來西亞航空曾是東南亞最傑出的航空公司，在2015年前是全东南亚擁有最多机队和最多航线的航空公司。马航曾是马来西亚的荣耀，無論在國內或國際都獲獎無數，這包括Skytrax評價馬航為全球最佳空中服务人员的航空公司、全球最佳經濟艙、全球最佳商務艙、全球最佳頭等艙、五星级航空公司奖项和曾获得的全球最佳航空公司獎以及亞洲最佳航空公司獎等等的獎項。马航也是全球唯一一家8次获得最佳空中服务人员奖项的航空公司。马航在2014年前的飞安记录非常良好并且在航空界中已广为人知，尤其是在服务质素方面。
馬航在2012年受澳洲航空邀请，并在2013年2月1日正式加入寰宇一家航空聯盟，成为联盟的正式成员。此外马航也是国际民用航空组织、国际航空运输协会等国际组织的成员。马来西亚的国家主权基金国库控股持有馬航100%股权，因此马航是马来西亚政府所拥有但非国营的航空公司。目前马航暂时从马来西亚股票交易所停牌并进行内部大重组和裁员计划已达到收支平衡，公司日常运作则不受影响，然而自2020年起受到2019年冠狀病毒病影響，馬航再度陷入連續虧損。
馬航也提供「大馬免費境內遊」服務，在購買馬航機票並在吉隆坡国际机场轉機的旅客可以，免費多加一段來回前往檳城、蘭卡威、新山等七大熱門旅遊地的機票。目前馬航在吉隆坡国际机场設有三間貴賓室，分別是國內線黃金貴賓室以及國際線的區域黃金貴賓室和衛星黃金貴賓室。

## 歷史

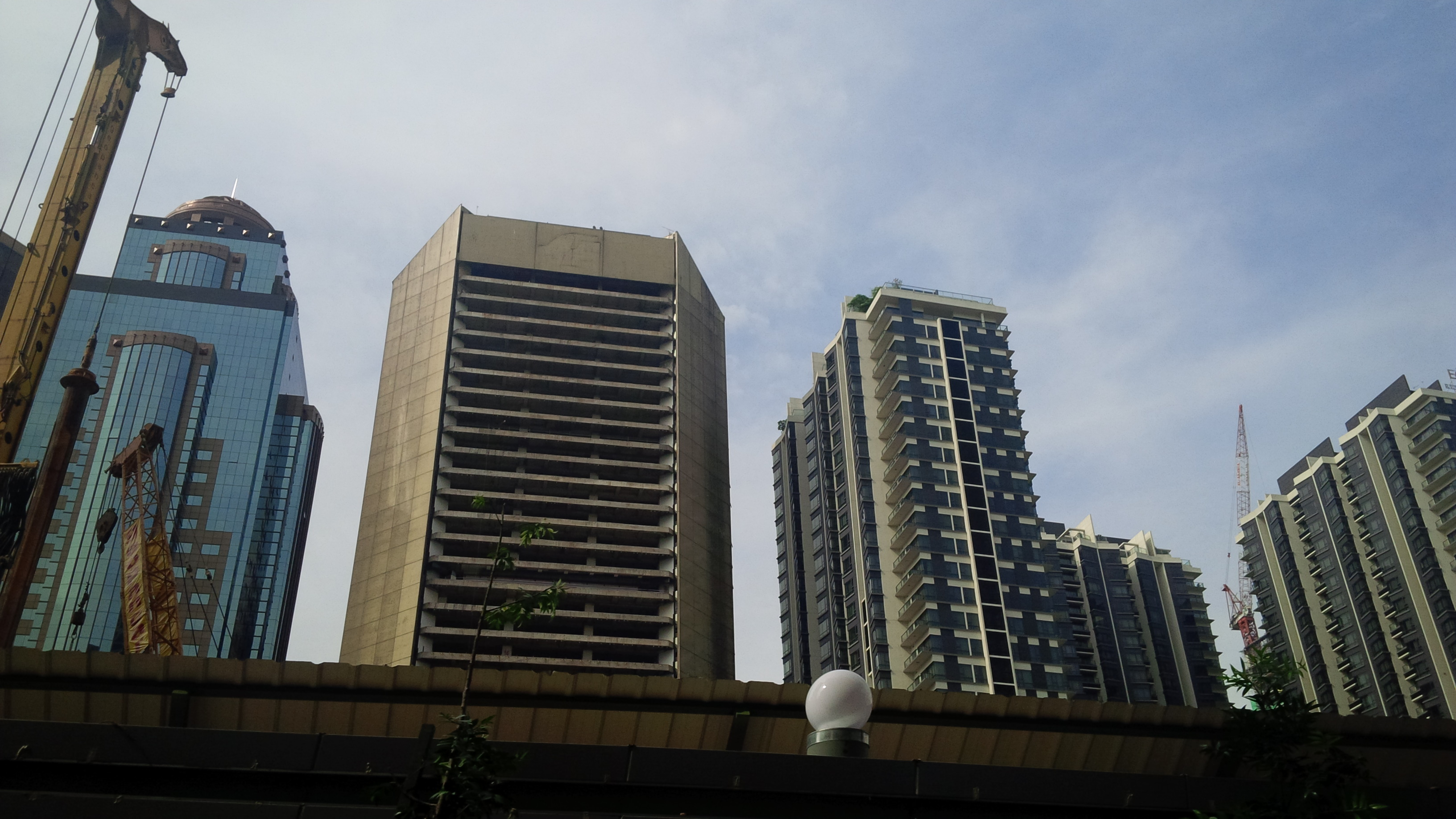
Bangunan MAS - 马航旧总部 - 2013年10月

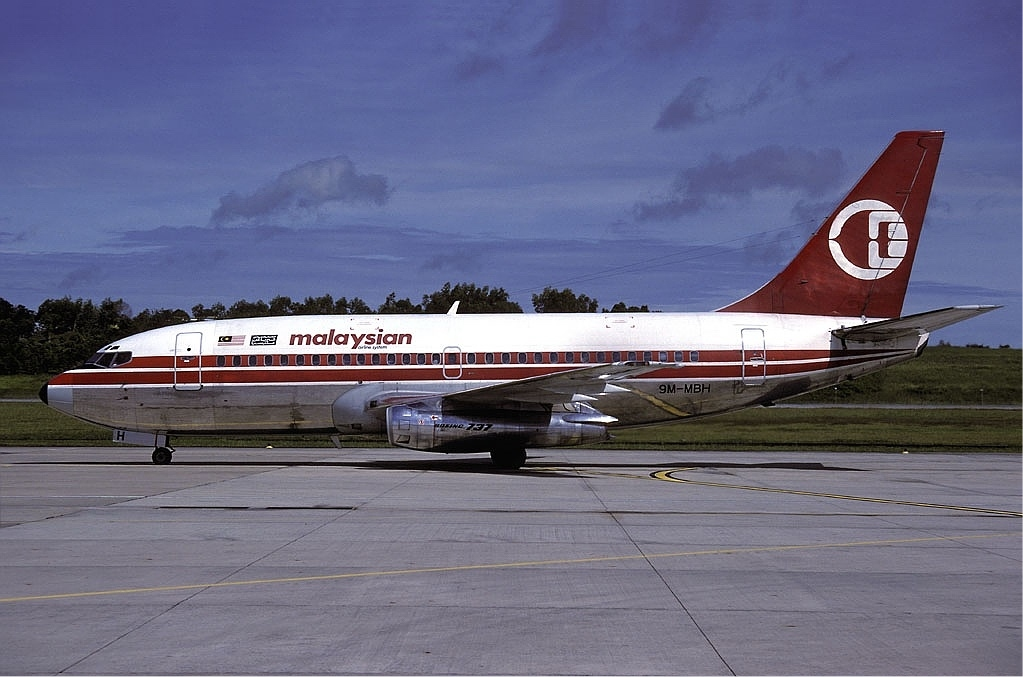
1987年的马航波音737-200

马航是当时亚洲最早一批成立的航空公司之一。馬來亞航空公司于1937年10月12日登记注册。1947年，马来西亚航空的前身马来亚航空正式开始运营，而当时仅一架飞机，运行新加坡至吉隆坡和槟城等航线。公司在整个1940和1950年代蓬勃发展，后又添置了多架道格拉斯DC-3型客机，在成立后的10年内从一家国内航空公司变成了一家国际航空公司。
1963年，马来亚、新加坡、沙巴和砂拉越组成了馬來西亞，这迫使马来亚航空更名为“马来西亚航空”（MAL），马来西亚航空也接管了婆罗洲航空，并升格成为国家航空公司。在20年内，MAL从单架飞机运营商成迅速长，成为一家拥有2400名员工和采用当时最新机队的航空公司。
1966年，隨著新加坡退出馬來西亞，公司被迫更名為馬來西亞-新加坡航空（英語：Malaysia-Singapore Airlines，简称MSA），MSA也因而同时成为2个国家的国家航空公司。公司在接下来的数年急速扩张，MSA先後引進波音707和波音737，并开始拥有飞往珀斯、臺北、罗马和伦敦的航线。然而MSA在1972年因新加坡與馬來西亞政府間的合作破裂而宣布停止運作，不久后便分拆成两家公司：新加坡航空和馬來西亞航空。1972年10月1日，公司以「馬來西亞航空系統」（英語：Malaysian Airline System，简称MAS）的名稱和马来西亚唯一的国家航空公司的身份開始服務。
1976年，馬航引進DC-10客機，開始經營前往歐洲的定期航線。1987年，馬航將名稱由「馬來西亞航空系統」（英語：Malaysia Airline System）改為「馬來西亞航空」（英語：Malaysia Airlines）。
自1980年代中期开始，马来西亚政府落实一系列私营化计划，包括主要基本建设发展、公用事业、战略性工业及其他主要领域。马航也经历了国有、私有化、再国有的过程。
1994年，马来西亚电信运营老板、并且是从事直升机服务的纳鲁里有限公司（Naluri Bhd）老板达祖丁（Tajudin Ramli）以每股8令吉、共计18亿令吉的价格，购入当时市值每股只有3.5令吉的马航32%股权，成为马航实际控制人。此后马航业务并没有起色，继续亏损。2000年，马来西亚政府以每股8令吉、共计18亿的价格从达祖丁手中回购马航32%的股权，当时马航市价每股3.68令吉。

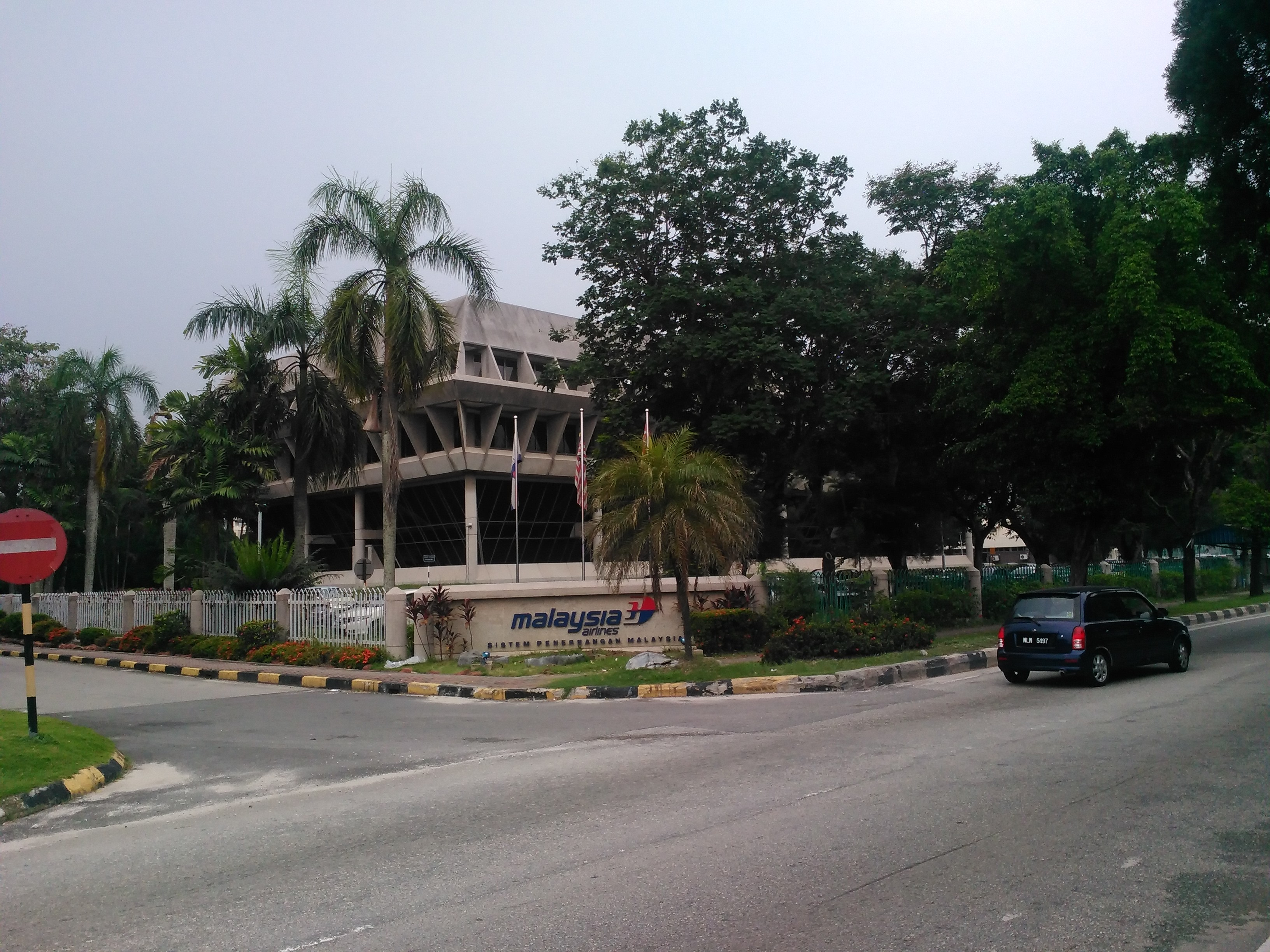
马航位于梳邦的旧总部（总部已于2016年搬迁至吉隆坡国际机场）

2011年，马航亏损25.2亿令吉，为史上最大规模亏损。2012年马航亏损4.326亿令吉。

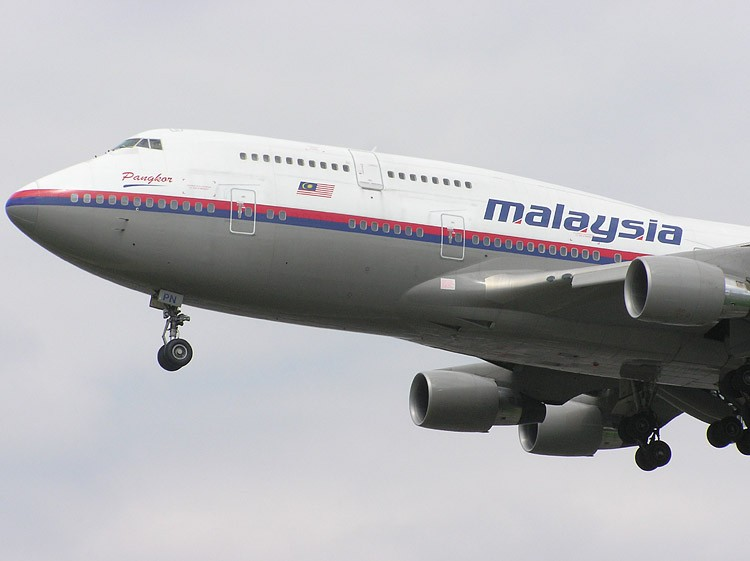
作为马来西亚的载旗航空公司，可以见到马来西亚国旗印在马航的机身上

2012年，马航接收了该航空公司第一架空中巴士A380，并于2012年7月1日正式将空中巴士A380使用在吉隆坡到伦敦的航线，以巩固其作为世界领先的航空公司地位。
2013年，马航客运量为1720万人，比上年增长28.5%；销售额151.2亿令吉，同比增长1002%；亏损11.7亿令吉；其中，燃油费上涨等导致支出同比增长10%；货币贬值造成的损失达8.16亿令吉，同比增长49%，从而使亏损幅度加大。同年2月1日，马航在澳洲航空的邀请下加入寰宇一家航空聯盟，成为寰宇一家航空聯盟的活跃成员之一，寰宇一家现通达152国家、共994个航点，每日航班数目14,011次，以3324架的机队接载超过5亿名乘客。
2014年，马航经历了史无前例的2宗马航空难，导致亏损进一步加剧，因此马航最大控股国库控股（马来西亚政府）宣布一项内部与业务大重组和裁员计划已达到收支平衡，并于同年12月从马来西亚股票交易所除牌以方便进行重组计划。
2015年，马航迎来了新任洋人CEO克里斯托·穆勒（Christoph Mueller），他将连同国库控股共同执行内部与业务大重组计划，也将从原有的2万名员工中裁退了6千名员工（30%）。
2015年9月1日，因馬來西亞政府收購及增加新資金，而马来西亚航空亦成功改組，公司的英文和马来文分别改名為和，国际民航组织航空公司ICAO代码则保留不变。
2016年4月，馬來西亞航空管理層公佈了其在2016年第一季度的財務報告。在克里斯托·穆勒領導下的馬航在2016年第一季度營業額為54億令吉，利潤為14億令吉，為馬航在虧損多年後的第一次支出達到正比。
2016年4月，克里斯托·穆勒因私人理由向國庫控股提呈辭職信，希望能夠提早結束其與馬航的合約并回到德國。國庫控股在審查克里斯托·穆勒的辭職信后批准了該請求，克里斯托·穆勒將會在2016年9月離開馬航。為方便新任CEO熟悉馬航運作，國庫控股已於2016年7月委任馬航原任COO彼得·贝勒兼任CEO，克里斯托·穆勒也調職成為非執行董事以在過渡期間監督新任CEO。克里斯托·穆勒最遲將在2016年9月離開馬航董事局。

## 航線

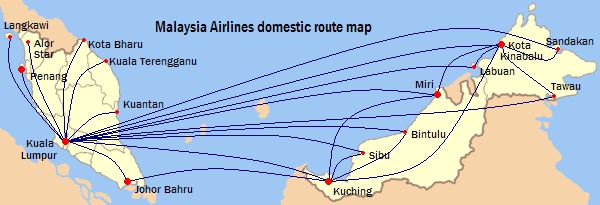
現時馬來西亞航空國內航線路線圖

马来西亚航空的航点曾经遍布了全球127个城市，是东南亚航线最多的航空公司。现通往全球64个或以上城市（不包括代码共享以及子公司航点）。

### 子公司
- 飞萤航空：负责马来西亚航空部分的西马国内航线，本身也有自己运营东南亚和马来西亚国内的航线。
- 马航飞翼航空：负责马来西亚航空部分的东马国内航线，本身也有自己运营马来西亚东马的航线。
- 马来西亚航空货运：负责马来西亚航空的所有货运航线。

### 航班联营
马航是寰宇一家航空联盟成员之一，除了联盟成员，也与其他不是联盟成员之一的航空公司有航班联营。
| 航空公司           | 所屬聯盟 | 航線 |
| ------------------ | -------- | --- |
| 毛里求斯航空       |          | 毛里求斯 |
| 美国航空           | 寰宇一家 | 洛杉矶、达拉斯、纽约、芝加哥、迈阿密、亚特兰大和其他美国城市                                                                        |
| 曼谷航空           |          | 苏梅岛、清迈、普吉岛 |
| 中国南方航空       |          | 广州、成都、武汉、桂林、南宁、长沙、北京                                                                                            |
| 國泰航空           | 寰宇一家 | 香港、吉隆坡、檳城 |
| 埃及航空           | 星空联盟 | 开罗、曼谷 |
| 阿提哈德航空       |          | 阿布扎比、科威特、马斯喀特、巴林 |
| 阿联酋航空         |          | 杜拜 、法兰克福 、伯明翰 、哥本哈根、阿姆斯特丹、杜塞尔多夫、巴塞罗那、布鲁塞尔、温哥华、多伦多、斯德哥尔摩、马德里、苏黎世、日内瓦 |
| 芬兰航空           | 寰宇一家 | 赫尔辛基、巴黎、阿姆斯特丹、伦敦、法兰克福                                                                                          |
| 飞萤航空（子公司） |          | 梳邦、科特、苏梅岛、槟城、哥打巴鲁、瓜拉丁加奴、新山、亚罗士打、兰卡威、棉兰、北干巴魯、巴淡岛、新加坡、班达亚齐、普吉岛            |
| 加鲁达印尼航空     | 天合联盟 | 雅加达 |
| 海湾航空           |          | 曼谷、巴林 |
| 日本航空           | 寰宇一家 | 关岛、檀香山、波士顿、芝加哥、纽约、东京、名古屋、福冈、札幌、香港、首尔、台北                                                      |
| 荷兰皇家航空       | 天合联盟 | 奥斯陆、哥德堡、伯明翰、斯德哥尔摩、哥本哈根、赫尔辛基、斯塔万格、卑尔根、挪威、布鲁塞尔、阿姆斯特丹                                |
| 大韩航空           | 天合聯盟 | 首尔 |
| 缅甸国际航空       |          | 仰光 |
| 阿曼航空           |          | 马斯喀特、迪拜、贝鲁特、科威特 |
| 菲律宾航空         |          | 马尼拉 |
| 卡塔尔航空         | 寰宇一家 | 多哈 |
| 文莱皇家航空       |          | 斯里巴加湾市 |
| 皇家约旦航空       | 寰宇一家 | 安曼、曼谷 |
| 胜安航空           |          | 新加坡、古晋、亚庇、槟城、兰卡威 |
| 新加坡航空         | 星空联盟 | 新加坡 |
| 斯里兰卡航空       | 寰宇一家 | 科伦坡、马累 |
| 泰航               | 星空联盟 | 槟城、曼谷 |
| 土耳其航空         | 星空联盟 | 伊斯坦布尔 |
| 乌兹别克斯坦航空   |          | 塔什干 |
| 厦门航空           | 天合联盟 | 福州、厦门 |
| 中華航空           | 天合联盟 | 台北、吉隆坡、槟城、東京、沖繩 |

## 機隊

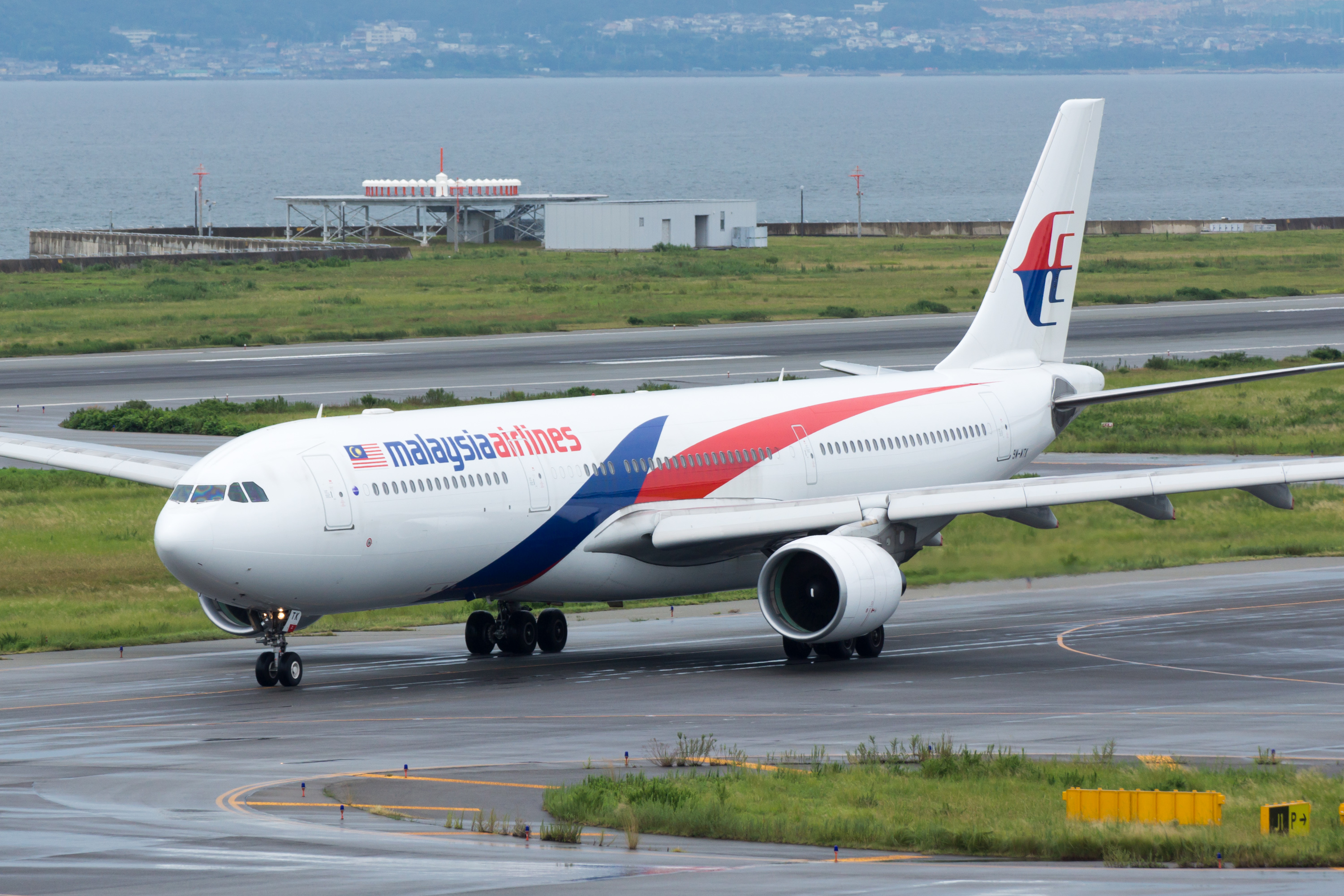
空中巴士A330-300

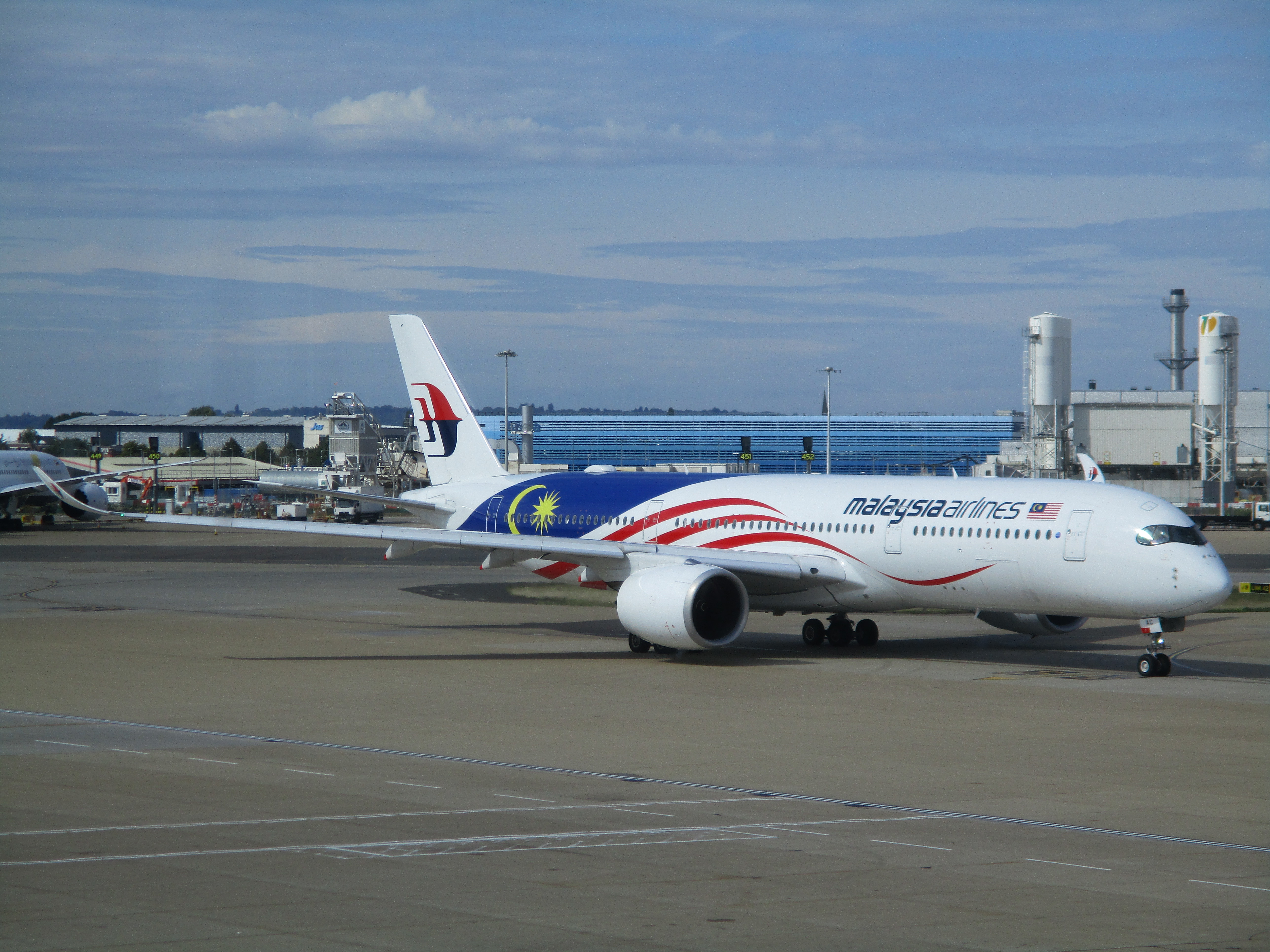
披上「我的祖國」彩繪機的空中巴士A350-900在倫敦希思羅機場

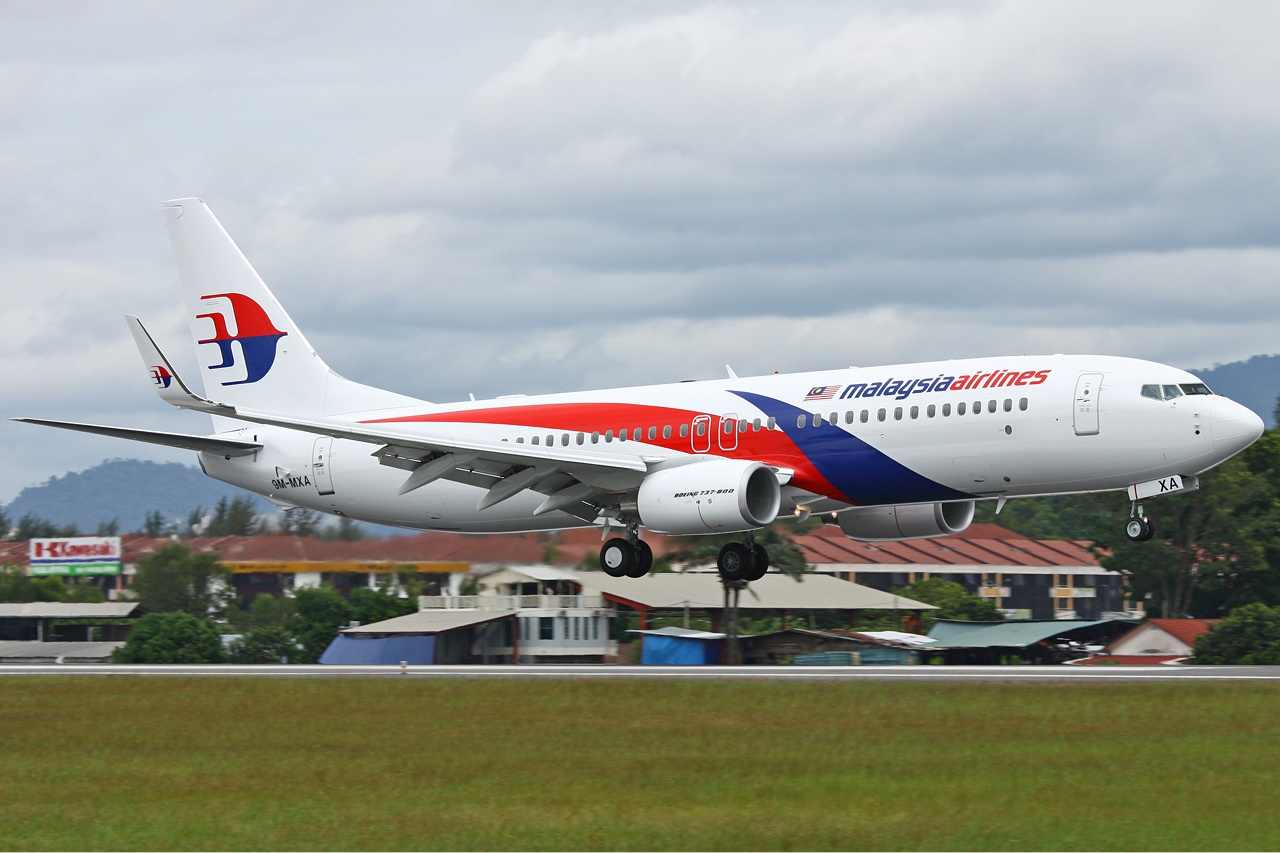
波音737-800

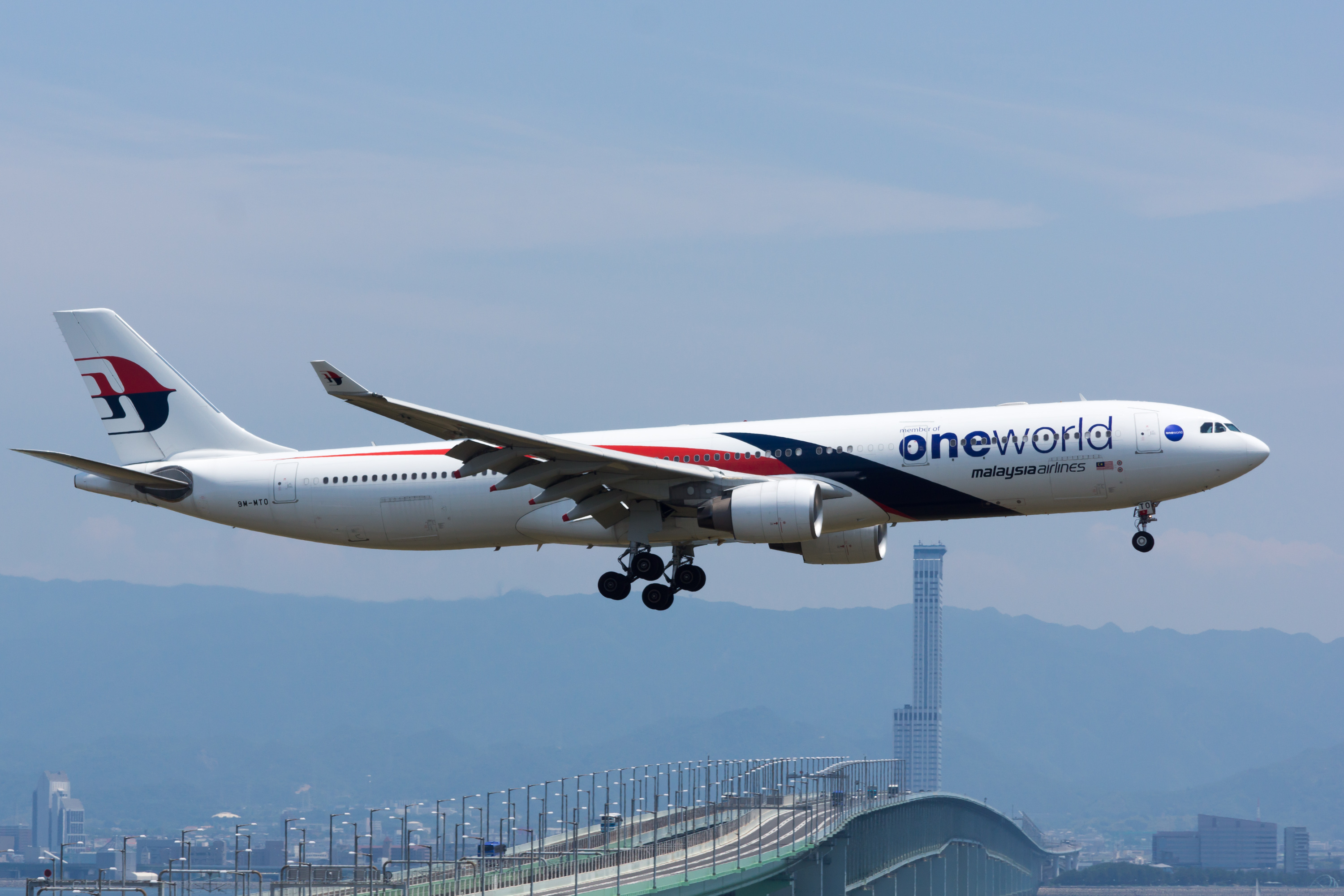
披上寰宇一家航空联盟塗裝的空中客车A330-300

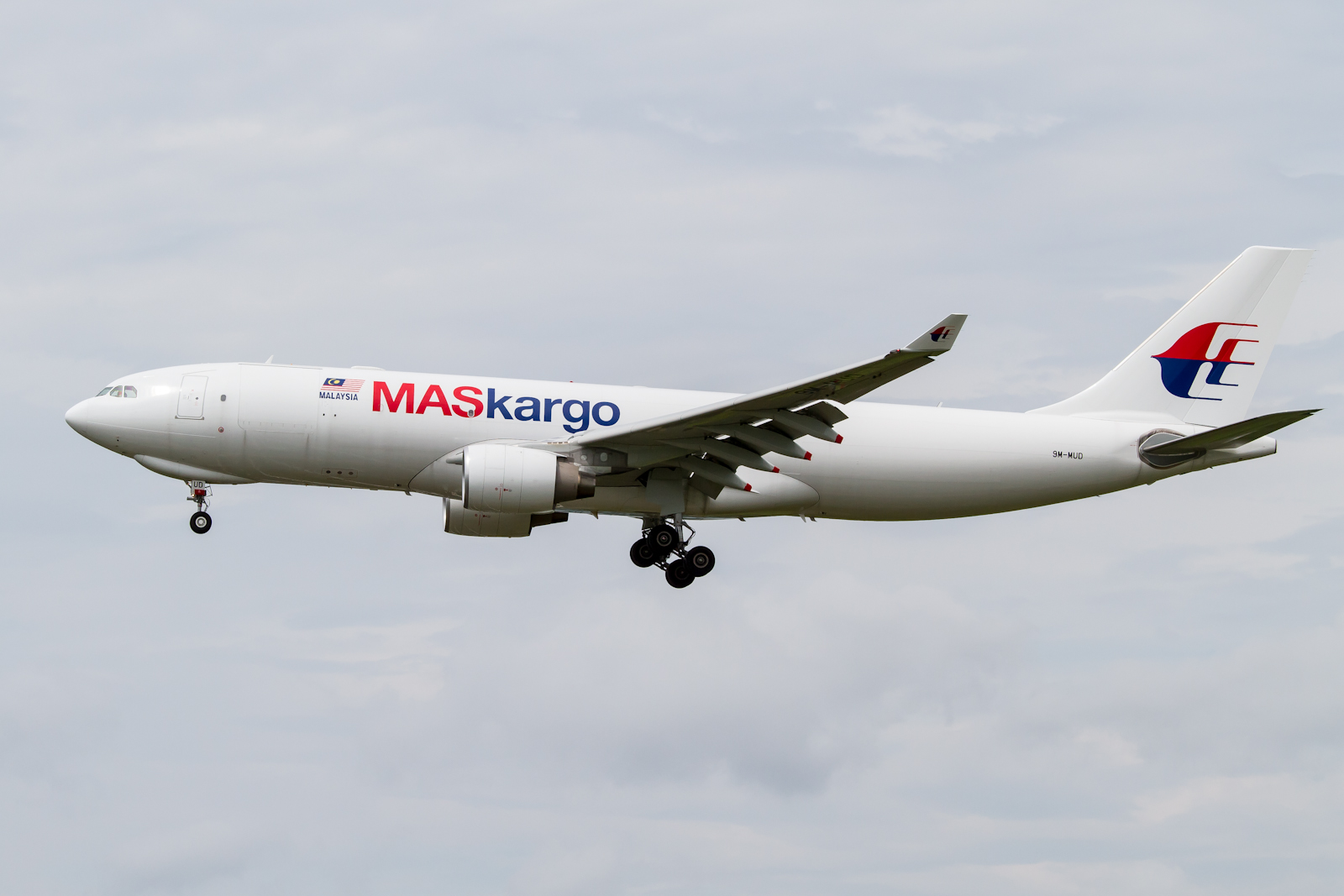
空中巴士A330-200F貨機

截至2025年7月，馬來西亞航空平均機齡10.9年 機隊如下：

## 退役机队

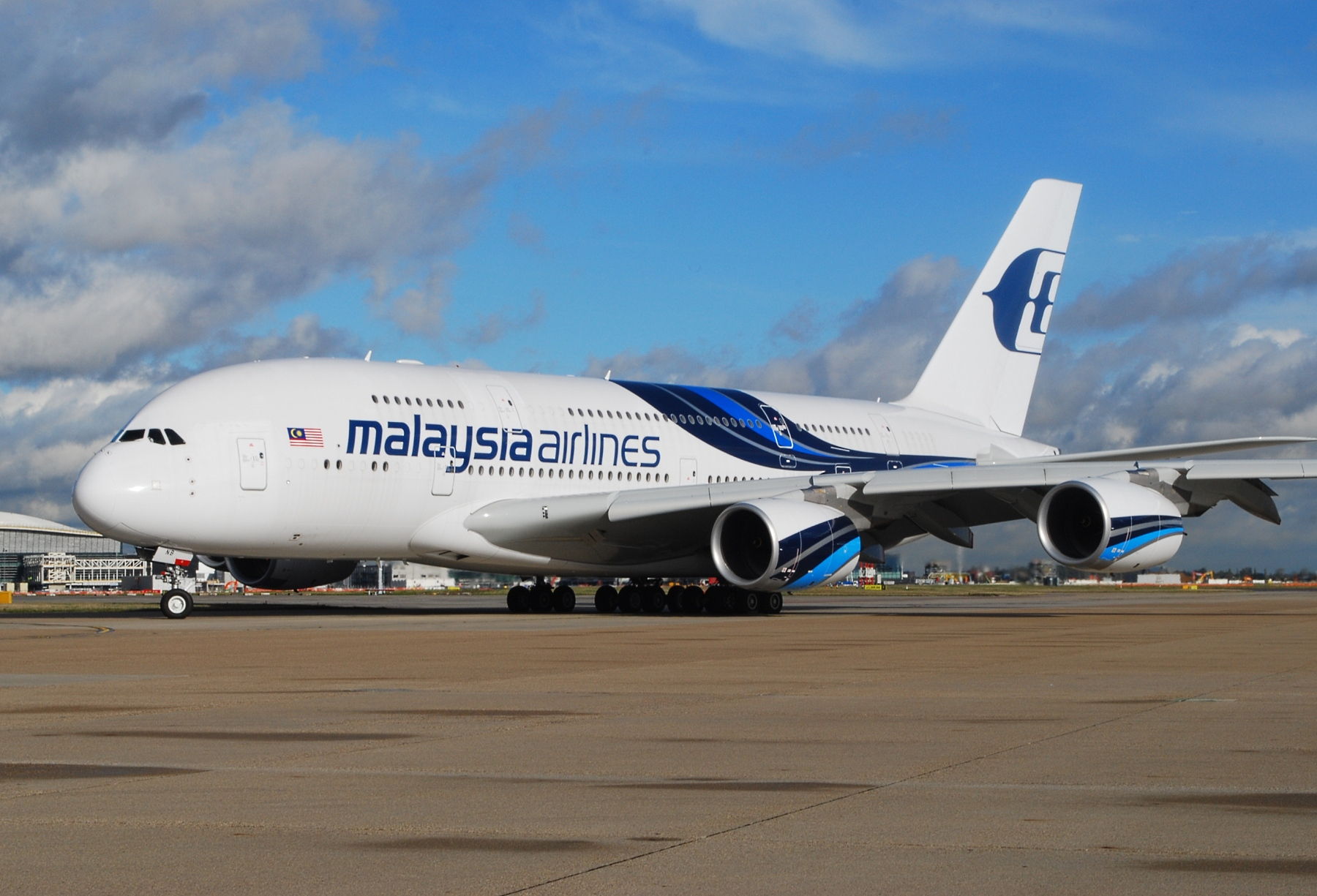
空中巴士A380在伦敦希斯路机场
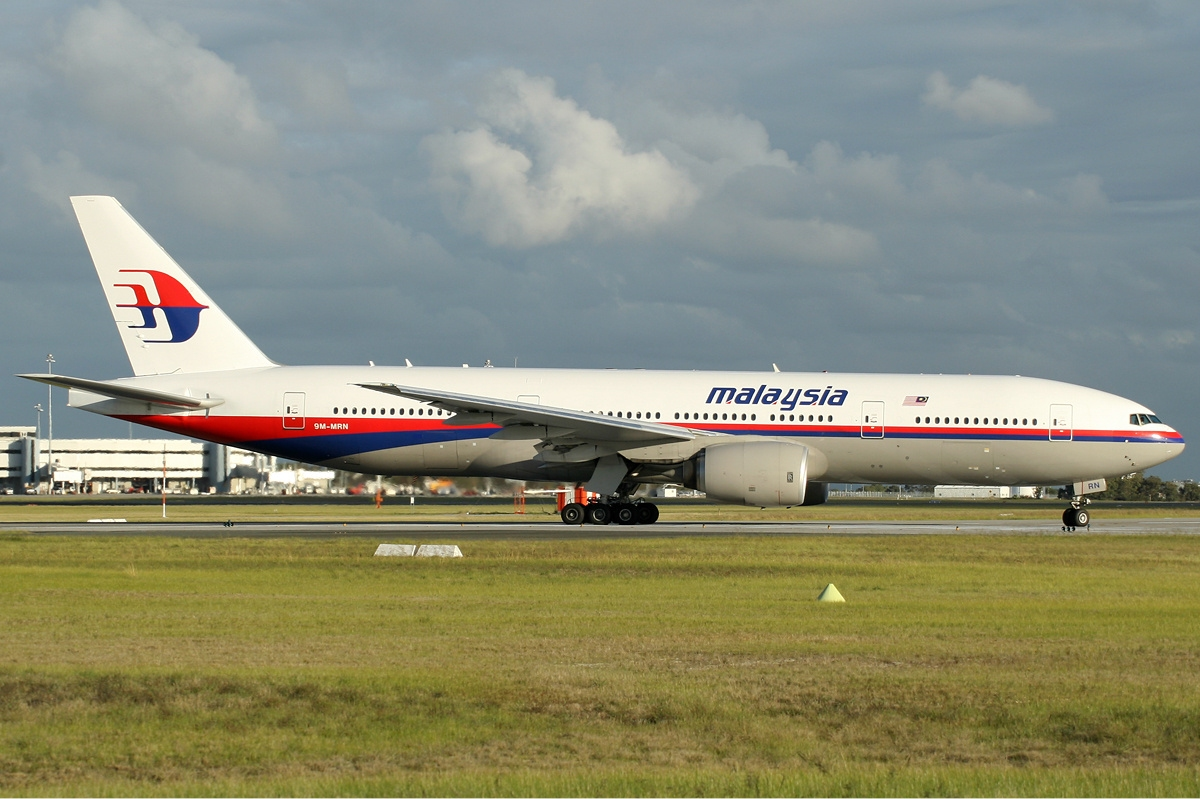
波音777-200ER
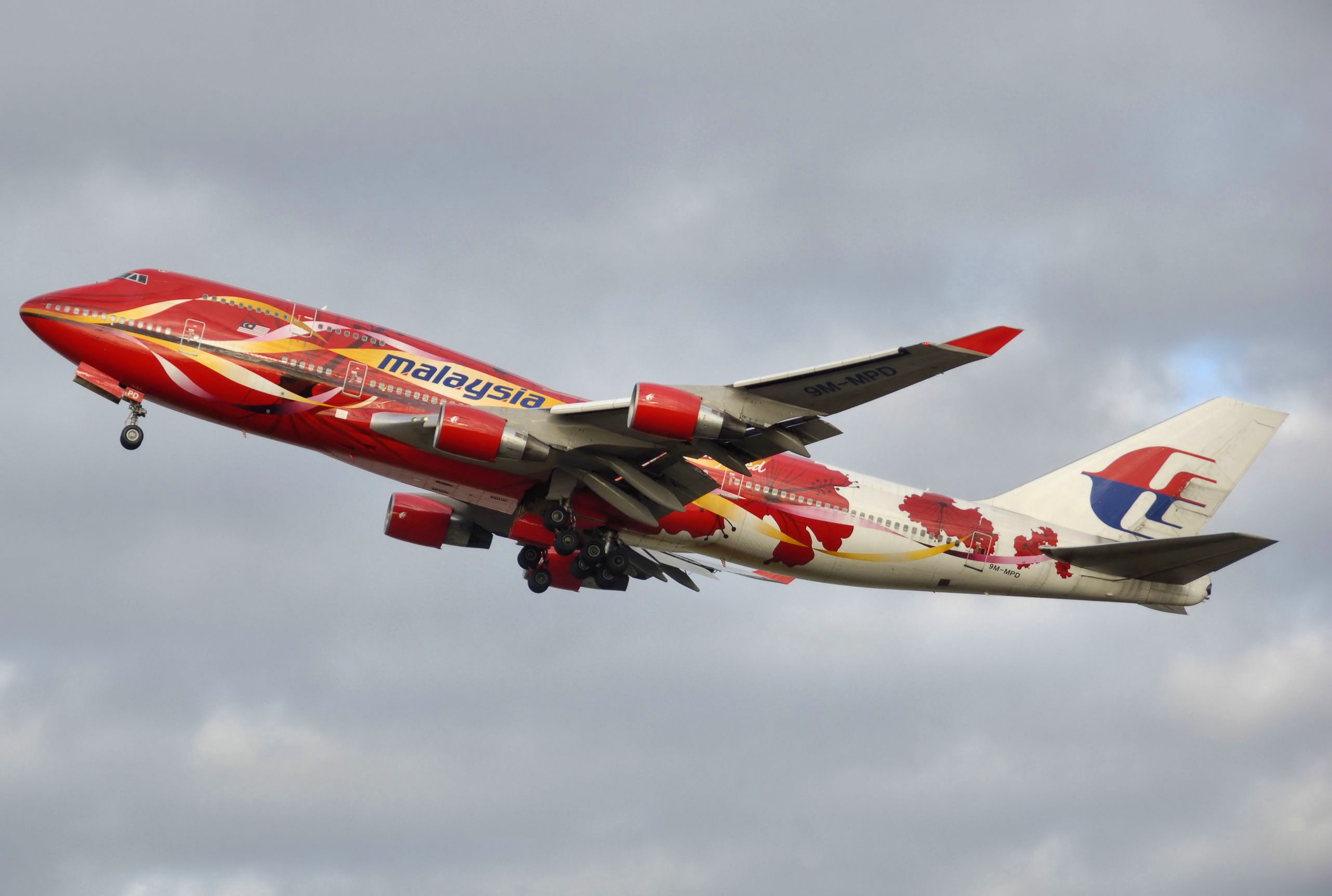
披上朱槿彩繪的波音747-400（朱槿為馬來西亞國花）
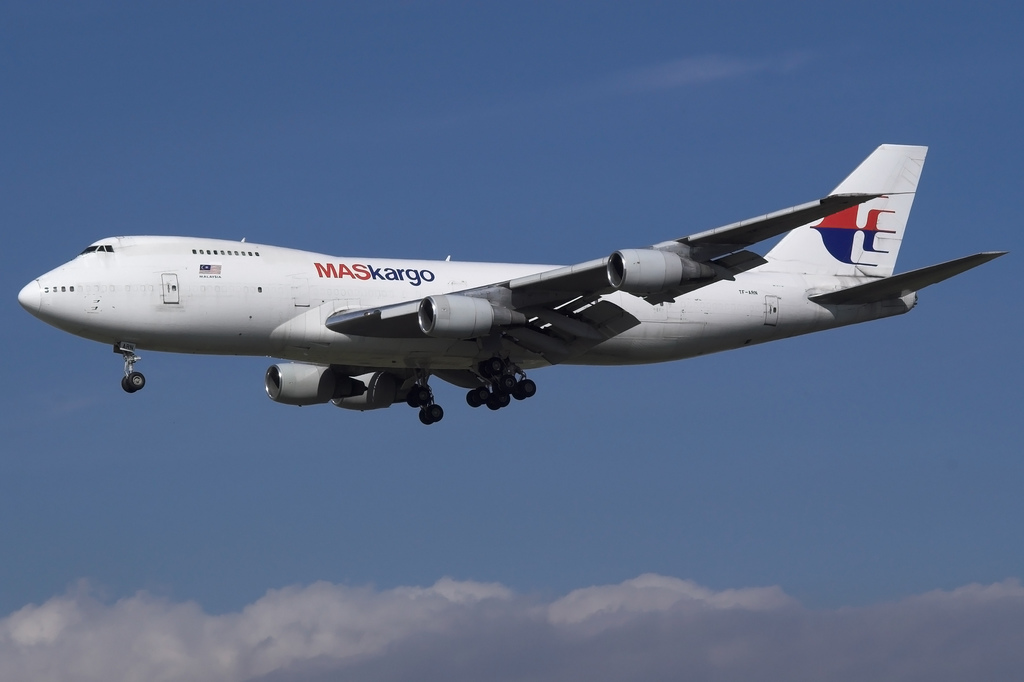
马航货运注册编号为TF-ARN的波音747-200F，由亚特兰大冰岛航空运营

## 事故
马航从1947年开始运营。截至2015年為止共发生过4起人员伤亡事故。在2014年MH370失聯事故之前马航已有9年未曾发生过人员伤亡的事故。
| 类别               | 航班号 注册编号 飞机机型      | 事发日期       | 事故地点         | 详细 | 人员伤亡 |
| ------------------ | ----------------------------- | -------------- | ---------------- | --- | -------- |
| 遭劫持             | MH653 9M-MBD 波音737-200      | 1977年12月4日  | 丹绒古邦         | 1977年12月4日，一架波音737-200（註冊編號9M-MBD）執行馬來西亞航空653號班機時，在馬來西亞柔佛州遭不明日本人士劫持，墜毀於柔佛丹绒古邦，機上100人全數遇難，包括多名部长级高官。为马航第一起空难事故。 | 有       |
| 天气因素           | MH684 OY-KAA 空中客车A300     | 1983年12月18日 | 吉隆坡梳邦機場   | 1983年12月18日，一架空中巴士A300（註冊編號OY-KAA，租自北歐航空）執行新加坡飛往吉隆坡的馬來西亞航空684號班機，在降落吉隆坡梳邦機場時因惡劣天氣關係墜毀，所幸機長即刻反應和機場工人人員的協助下，無人遇難。 | 无       |
| 马航疏忽           | MH2133 9M-MGH 福克50          | 1995年9月15日  | 斗湖             | 1995年9月15日，一架福克50（註冊編號9M-MGH）執行馬來西亞航空2133號班機，在斗湖降落時因機長判斷錯誤墜毀，34人不幸遇難。 | 有       |
| 非马航疏忽         | MH85 9M-MKB 空中巴士A330-322  | 2000年3月15日  | 吉隆坡国际机场   | 2000年3月15日，一架A330-322（9M-MKB）執行由北京飛往吉隆坡的馬來西亞航空85號班機，降落地面後地勤人員卸貨時，機上托運的草酰氯發生洩漏，使得5名裝卸工人中毒，飛機也因機身被嚴重腐蝕而報廢。後經調查，這批草酰氯當時被中國化工建設大連公司謊報為無毒的8-羥基喹啉固體粉末。 | 无       |
| 机械故障           | MH124 9M-MRG 波音777-200ER    | 2005年8月1日   | 珀斯             | 2005年8月1日，一架波音B777-200ER從珀斯出發前往吉隆坡（航班號：MH124），期間飛行顯示儀器發生衝突，顯示飛機速度過低，之後飛機超速並出現失速，機長立即解除自動駕駛並緊急降落在珀斯，事件中無人受傷。 | 无       |
| 机械故障           | MH66 9M-MTG 空中巴士A330-300  | 2014年3月23日  | 香港國際機場     | 2014年3月23日晚间23时37分，马来西亚航空066号班机由吉隆坡国际机场飞往仁川國際機場中途因為主發電機故障，導致主要供電系統失效，機長隨即於24日凌晨2點30分向香港民航處申請緊急降落香港國際機場，並於凌晨3時前安全降落，机上无人伤亡。 | 无       |
| 机械故障           | MH189 9M-MXY 波音737          | 2014年9月13日  | 吉隆坡国际机场   | 2014年9月13日，马来西亚航空198号班机（波音737）由吉隆坡国际机场飞往印度海德拉巴国际机场，起飞后因自动驾驶系统出现故障，在盘旋近4个小时候待燃油耗尽后于14日凌晨折返并迫降在吉隆坡国际机场，事件中无人伤亡。 | 无       |
| 机械故障           | MH387 9M-MXJ 波音737          | 2014年11月15日 | 上海浦东国际机场 | 2014年11月15日，一架波音737执行从上海浦东国际机场飞往吉隆坡国际机场的马来西亚航空387号班机，起飞15分钟后飞机右翼发出巨响。机师基于预防措施决定折返，并在11时05分降落浦东国际机场，事件中无人伤亡。 | 无       |
| 机械故障           | MH3 9M-MNB 空中巴士A380-800   | 2017年10月16日 | 吉隆坡国际机场   | 2017年10月16日，马来西亚航空一架空客380-800在执飞MH3航班到达吉隆坡国际机场后，地勤人员发现前起落架上的两只轮胎一只丢失，另一只则发生了变形。目前尚不清楚丢失轮胎的所在位置。 | 无       |
| 机械故障           | MH122 9M-MTM 空中巴士A330-300 | 2018年1月18日  | 爱丽丝泉附近     | 马来西亚航空公司MH122次航班，起飞后因飞机一侧引擎出现技术故障停止運作，安全迫降至澳大利亚北领地爱丽丝泉。机上载有乘客224人，有乘客称飞机改变航线前听到巨大响声。马航未具体说明“机械故障”细节，称乘客需在爱丽丝泉过夜，已经安排了酒店。 | 无       |
| 失踪               | MH370 9M-MRO 波音777-200ER    | 2014年3月8日   | 南印度洋         | 2014年3月8日，馬來西亞航空370號班機（航班号：MH370；代码共享中国南方航空CZ748号班机），共有239人于凌晨0:43离开吉隆坡国际机场M号航站楼，原计划于6:30抵达北京首都国际机场，但两小时后在雷达中消失，并与马来西亚吉隆坡(梳邦)航空管制中心失去联络，飞机失踪前的最后位置位于马来西亚与越南海域交界处，经纬度为北纬06°55'15" 东经103°34'43"，但该地点未搜到飞机残骸。2014年3月9日，來自多國的援軍（美國、中國、越南、泰國、新加坡、菲律賓等国家）已陸續前往進行搜查等工作，直至2014年3月19日還未發現到任何的失聯客機的殘骸等物件。美國聯邦調查局（FBI）也派人前往調查關於假護照登機一事。该航班由一架波音777-200ER航机（注册编号：9M-MRO）执飞。2014年3月15日，时任馬來西亞首相納吉出面召開記者會證實該起事故屬於人為造成，班機於凌晨先後關閉班機共兩個雷達，包含正副機師、乘務員、乘客皆被列為調查對象，並說明飛機可能航經地點包含泰國以北至哈薩克，南至印尼、印度洋，並且公布軍方雷達曾於失聯當日(3月8日)上午08:11偵測到班機訊息。2014年3月24日，马来西亚首相纳吉宣布根据最新的数据分析，马航370号班机航程“终结”于南印度洋，并且宣布机上人员极可能皆已遇难。2015年7月29日，印度洋的法属留尼旺岛的海岸清洁工发现一块机翼残骸，当地警方将残骸运送至法国检验，该残骸属于波音777客机的副翼襟。经比对序列码检验后，马来西亚当局于9月6日证实飞机残骸属于失聯的MH370客机。。 | 有       |
| 导弹击落           | MH17 9M-MRD 波音777-200ER     | 2014年7月17日  | 乌克兰东部       | 2014年7月17日，马来西亚航空MH17班机由阿姆斯特丹史基浦机场飞往吉隆坡国际机场航线时，在乌克兰靠近俄罗斯边界33,000英尺（10,000）高空受到导弹击落坠毁的事故，机上283名乘客和15名机组成员悉数罹难。該航班由一架波音777-200ER航機（註冊編號：9M-MRD）執飛。 | 有       |
| 技術問題、天氣因素 | MH2664 波音737-800            | 2022年4月3日   | 馬來西亞         | 馬來西亞航空MH2664波音737-800航班吉隆坡飛往斗湖，在31,000英尺（約9448米）高空航行時，飛機飛行30分鐘後，突然在數秒內急墜7000英尺（約2114米），有乘客被拋出座位，及後飛機10分鐘持續不穩定。馬航事隔兩天（4月5日）證實事件並致歉，稱當日MH2664航班遇到技術問題，加上惡劣天氣，為了乘客安全。機師決定折返吉隆坡，同日下午5時03分安全降落。 | 无       |

## 主辦活動
馬航曾於1990年10月7日於檳城主辦過國際馬拉松賽，當時有超過八千名馬拉松長跑好手參加。

## 其他事件

### 印裔男子恫言炸马航
1993年8月11日，一名在马航服务已二十年左右的印裔工程师恫言要炸毁马航，除非他获得和时任马来西亚首相马哈迪·莫哈末对话。对此马哈迪对记者表示无需接见该名印裔男子，并戏谑地说：“叫他先写信给我，然后才考虑要不要接见他。”

### 1997年烟霾导致航班取消
1997年9月23日，由于受到东南亚霾害的严重影响，马航取消了16趟往返哥打京那巴鲁的航班。9月24日，进一步取消了从吉隆坡飞往古晋、美里、诗巫和民都鲁的八个下午航班。9月26日，马航取消了飞往槟城、兰卡威、瓜拉登嘉楼、亚罗士打、怡保和棉兰的51个航班。

### 官方網站DNS系统被黑客团体入侵
2015年1月26日，马航官方网站的域名系统（DNS）遭支持伊斯兰国恐怖组织的黑客团体“蜥蜴小队”（Lizard Squad）入侵，当用户進入官网后会被重定向至一个网站主页显示一张一架马航空客A380客机的图片，并附有「404－飞机没有找到 (404 Plane Not Found)」（諷刺馬航MH370失踪事件）和「被网络哈利法入侵」字样，浏览器標題则显示「『伊斯兰国』将战胜一切」字样。此后网站主页又换成一张一只戴礼帽和单片眼镜、穿燕尾服、抽烟斗的蜥蜴图片，文字换成“‘蜥蜴小队’－‘官方网络哈里发’”，但伊斯兰国字样已经消失。此次事件导致用户无法在官网购票。马航于当日发表声明，承认网站DNS遭入侵，并在短时间内恢复官网正常运作。

### 穆斯林旅客發極端言論導悉尼機場關閉
2023年8月14日，在MH122（由悉尼機場飛往吉隆坡國際機場）的航班上，一名穆斯林旅客手持黑色背包，情緒激動並要求乘客說出「我名字是穆罕默德」並承認是「安拉的奴隸」，引起乘客恐慌。而天空新聞台報道稱該名乘客曾揚言炸毀飛機。最後，飛機返回悉尼機場，機場所有航班暫時停飛，以便當局登記調查。飛機安全落地後，16R/34L跑道封閉，16L/34R跑道則持續運作。

## 奖项
马航成立至今已超过68年，据马航官网统计所得奖项已超过100项。此外，马航也是全球唯一一家8次荣获全球最佳客舱服务航空公司奖项的航空公司。自2014年MH370以及MH17事故后，马航在Skytrax的航空公司星级评估报告中从“5-Star”改为“5-Star（pending）”，后在于2017年因服务质量迅速下滑而改为“无评级”。马来西亚航空于近期重新获得Skytrax的4星级评价。IATA方面，马航以运营69年发生4次人员伤亡事故的记录，依旧保持其为飞行安全记录良好的航空公司之一。

### Skytrax
- 2017年：全球最佳航空公司第31名
- 2018年：全球最佳航空公司第34名
- 2019年：全球最佳航空公司第36名
- 2021年：四星級航空公司、全球最佳航空公司第51名
- 2022年：四星級航空公司、全球最佳航空公司第44名
- 2023年：四星級航空公司、全球最佳航空公司第47名
- 2024年：四星級航空公司、全球最佳航空公司第39名、全球最佳空中服務人員第10名、亞洲最佳航空公司員工第9名、全球最佳地勤服務第14名

### Skytrax五星级评估[44]
- 2005年：五星級航空公司（全球只有6家航空公司获此荣誉）
- 2006年：五星級航空公司（全球只有6家航空公司获此荣誉）
- 2007年：五星級航空公司（全球只有6家航空公司获此荣誉）
- 2009年：五星級航空公司（全球只有6家航空公司获此荣誉）
- 2011年：五星级航空公司（全球只有7家航空公司获此荣誉）
- 2012年：五星級航空公司（全球只有6家航空公司获此荣誉）
- 2013年：五星级航空公司（全球只有7家航空公司获此荣誉）[45]

### Skytrax全球最佳空中服务人员评估

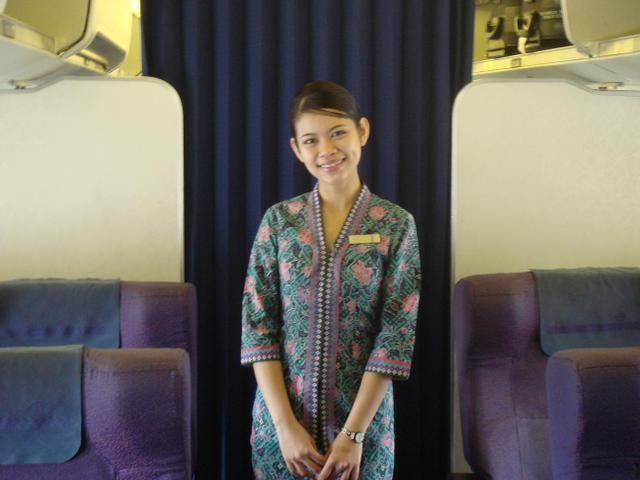
馬來西亞航空的女空服員

### Skytrax全球最佳空中服务人员评估[44]
- 2001年：全球最佳空中服务人员
- 2002年：全球最佳空中服务人员
- 2003年：全球最佳空中服务人员
- 2004年：全球最佳空中服务人员
- 2007年：全球最佳空中服务人员
- 2009年：全球最佳空中服务人员
- 2011年：全球最佳空中服务人员
- 2012年：全球最佳空中服务人员

### 世界旅游大奖（WTA）评估[44]
- 2010年：全球最佳航空公司
- 2010年：亚洲最佳航空公司
- 2011年：全球最佳航空公司
- 2011年：亚洲最佳航空公司
- 2013年：亚洲最佳航空公司[45]